# Google Lunar X-Prize

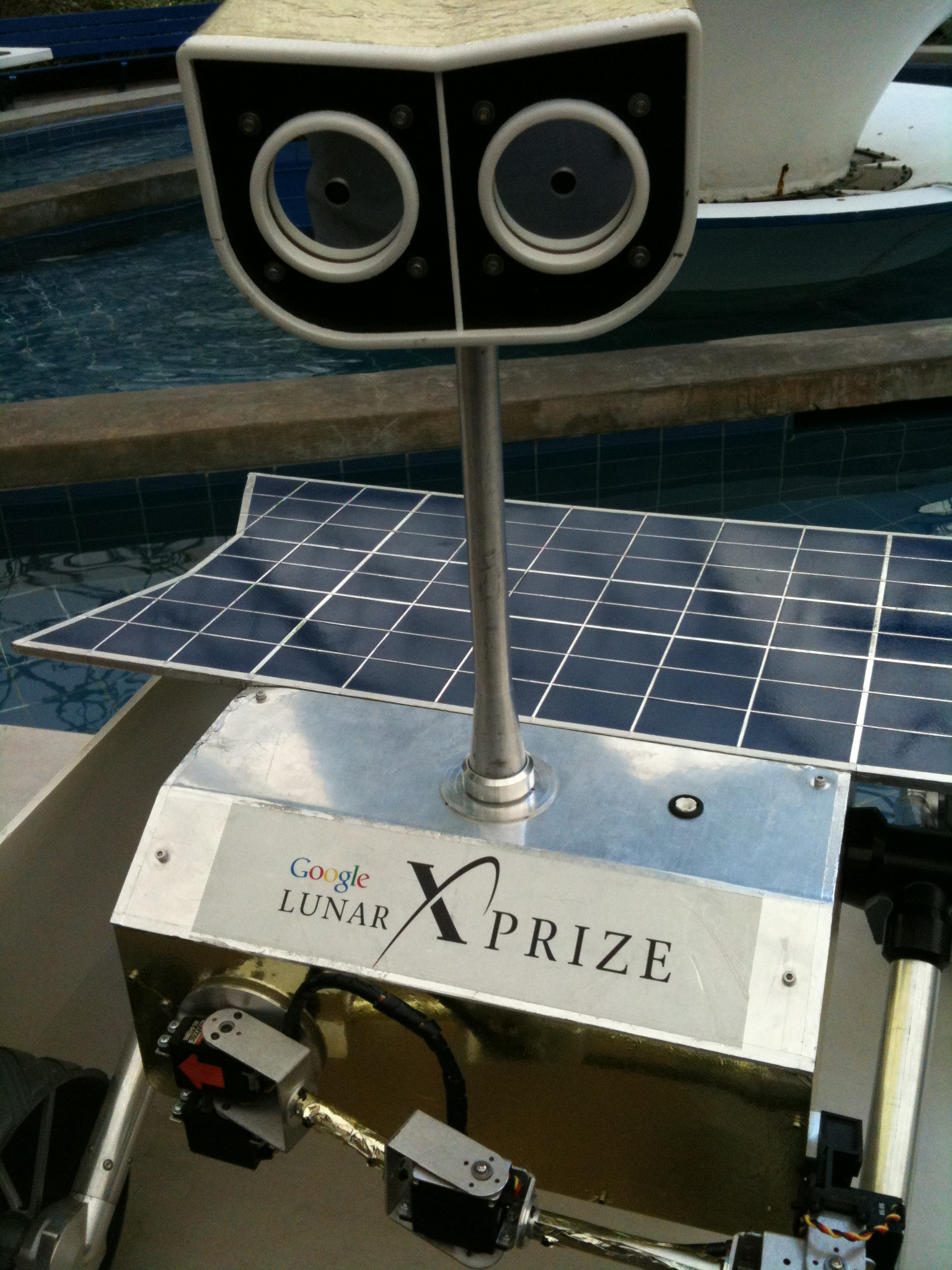
„Rovey“, ein Mondrover des Google Lunar X-Prize

Der Google Lunar X-Prize (GLXP) war ein Wettbewerb, der von 2007 bis 2018 stattfand. Ausgelobt wurde er vom US-amerikanischen Konzern Google für eine Mondlandung bis Ende März 2018. Ziel war es, ähnlich dem Ansari X-Prize und dem America’s Space Prize, private Raumflugaktivitäten zu fördern; Veranstalter war die X-Prize Foundation, eine von Peter Diamandis ins Leben gerufene Stiftung.
Im Mai 2008 präsentierten die ersten zehn teilnehmenden Teams ihre Projekte. Der späteste Termin für eine Mondlandung gemäß der Bedingungen des Google Lunar X-Prize wurde im Mai 2015 auf Ende 2017 nach hinten verlegt,
ein letztes Mal im August 2017 auf Ende März 2018. Am 23. Januar 2018 gab die Stiftung bekannt, dass der Hauptpreis nicht vergeben wird, da keines der zuletzt fünf Teams den Mond bis Fristende erreichen würde. Bis dahin hatten mehrere Teams insgesamt 300 Millionen US-Dollar aufgebracht, um die gesetzten Aufgaben zu erfüllen, und Preisgelder für erreichte Zwischenziele von zusammen mehr als sechs Millionen US-Dollar waren ausgezahlt worden.
Mehrere der teilnehmenden Teams führten ihre Arbeit fort und planten oder planen Landungen auf dem Mond.

## Preissumme und -aufteilung
Die Gesamthöhe der zu gewinnenden Preisgelder betrug 40 Millionen US-Dollar. Es konnten mehrere Teams Preise erzielen, da es auch für Etappenziele Geldzahlungen gab. Die Preise wurden teilweise auch untereinander aufgerechnet.

### Grand Prize
Zum Gewinn des Grand Prize musste der Gewinner als Erster eine Sonde sicher auf dem Mond landen und – beispielsweise mit einem Rover – mindestens 500 Meter auf der Mondoberfläche zurücklegen. Dafür wurden 20 Millionen US-Dollar ausgelobt. Ursprünglich sollte der Wettbewerb am 31. Dezember 2014 enden, wobei das volle Preisgeld lediglich bis zum 31. Dezember 2012 ausgezahlt werden sollte und danach ein reduziertes Preisgeld von 15 Millionen US-Dollar. Später wurde der Wettbewerb bis zum 31. Dezember 2017 verlängert. Eine Reduzierung des Preisgeldes auf 15 Millionen US-Dollar war für den Fall vorgesehen, dass eine staatlich finanzierte Mission die Mondoberfläche vor dem X-Prize Team erreichen würde. Mit der chinesischen Sonde Chang’e 3 wäre diese Regel in Kraft getreten, allerdings wurde entschieden, diese Klausel zu entfernen.

### Second Prize
Zum Gewinn des Second Prize musste der Gewinner sicher auf der Mondoberfläche landen und Daten, Bilder und Videos zur Erde senden. Das Preisgeld betrug hier fünf Millionen US-Dollar und war bis zum 31. Dezember 2014 ausgeschrieben.

### Milestone Prizes
Um eine entsprechend robuste Hard- und Software vor dem Start nachzuweisen, gab es die „Milestone Prizes“ in den Kategorien Imaging, Mobility und Lander Systems. Diese Preisgelder verstanden sich als Vorauszahlung auf die zu gewinnenden Hauptpreisgelder. Die gewonnenen Preisgelder wären dann bei Zielerreichung von dem Grand oder Second Prize abgezogen worden. Teams, die den Grand- oder Second Prize nicht gewonnen hätten, hätten das Preisgeld der Milestone Prizes behalten dürfen. Die Erreichung von Milestone Prizes war nicht zwingend notwendig, um einen der Hauptpreise zu gewinnen.
Den mit 250.000 US-Dollar dotierten Imaging Milestone Prize erhielten die Teams, die funktionierende optische Sensoren und Systeme nachweisen konnten. Diese mussten u. a. über verschiedene mechanische Fähigkeiten verfügen und die vom Veranstalter gesetzten Bild-Spezifikationen erfüllen. Zusätzlich musste die Übermittlung der Daten zur Erde möglich sein.
Die Ziele der Kategorie Mobility umfassten u. a. funktionierende Antriebssysteme wie Räder oder Schubdüsen, Hard- und Software zur Positionsbestimmung und Ermittlung der zurückgelegten Distanz und die Übermittlung dieser Daten zur Erde. Das Preisgeld betrug 500.000 US-Dollar.
Die Kategorie Lander Systems beinhaltete alle Hard- und Software, welche die Navigation und Steuerung zum Mond sowie eine sanfte Mondlandung ermöglichten. Das Preisgeld dieser Kategorie betrug eine Million US-Dollar.

### Bonuspreise
Bis zu einer Gesamthöhe von fünf Millionen US-Dollar wurden Bonuspreise für verschiedene Sonderaufgaben ausgelobt, wie z. B. für eine Roverfahrt von über fünf Kilometer Länge, das Finden und Fotografieren von Artefakten der Apollo-Missionen oder das Überstehen einer Mondnacht.

## Teilnahmebedingungen
Die Teilnahme am Google Lunar X-Prize war stark reglementiert. Ziel war es den Ernst des Wettbewerbs zu erhalten und den wissenschaftliche Mehrwert zu erhöhen.
Zu Beginn im Jahr 2007 betrug die Anmeldegebühr 10.000 US-Dollar. Sie wurde dann Ende Juli 2009 auf 30.000 Dollar und schließlich Ende 2009 auf 50.000 Dollar schrittweise erhöht.

### Staatlicher Einfluss
Ein mit der Zeit an Umfang zunehmendes Regelwerk legte fest, dass der gesamte staatliche Einfluss (gerechnet auf die Gesamtkosten) einen Anteil von 10 % nicht überschreiten durfte. Somit war eine Teilnahme für eine Universität, welche ihre Entwicklungen komplett auf staatlicher Finanzierung aufbaut, ausgeschlossen. Dies diente dem Ziel, vor allem die Entwicklung eines privatwirtschaftlichen Luft- und Raumfahrtsektors mit langfristiger Geschäftsorientierung zu fördern.

### Regularien
Um ein Team anzumelden, musste der X-Prize Foundation neben der Anmeldegebühr ein Konzept zur Durchführung und Finanzierung vorgelegt werden. Dieses wurde nach ausführlicher Prüfung entweder zugelassen oder abgelehnt. Des Weiteren mussten im Abstand von maximal drei Monaten alle Konzeptänderungen, Sponsorenkontakte, Verträge sowie Presseveröffentlichung der GoogleLunarX-Prize Foundation mitgeteilt werden. Alle Teams waren verpflichtet, in regelmäßigen Abständen die Öffentlichkeit über ihre Fortschritte zu informieren.

## Teilnehmende Teams
Zu Beginn des Wettbewerbs wurden 33 Teams registriert, 2012 waren noch 22 dabei:
| Team                       | Land                         | Rover                                            | Orbiter                   | Teamleiter                  | Link   |
| -------------------------- | ---------------------------- | ------------------------------------------------ | ------------------------- | --------------------------- | ------ |
| Astrobotic                 | Vereinigte Staaten           | Red Rover                                        |                           | Dr. William “Red” Whittaker | [ 13 ] |
| Team Italia                | Italien                      | Ascensio Machinae Ad Lunam Italica Arte (AMALIA) |                           | Prof. Amalia Ercoli-Finzi   |        |
| FREDNET                    | Multinational                |                                                  |                           | Fred J. Bourgeois, III      | [ 14 ] |
| Moon Express               | Vereinigte Staaten           | MoonEx-1                                         | MX-1E                     | Bob Richards                | [ 15 ] |
| STELLAR                    | Vereinigte Staaten           | Stellar Eagle                                    |                           | Keith Goeller               | [ 16 ] |
| JURBAN                     | Vereinigte Staaten           | JOLHT                                            |                           | Dr. Jayfus T Doswell        | [ 17 ] |
| Independence-X             | Malaysia                     | Independence Lunar Rover – 1 (ILR-1)             |                           | Mohd Izmir Yamin            | [ 18 ] |
| Omega Envoy                | Vereinigte Staaten           | SAGAN                                            |                           | Ruben Nunez                 | [ 19 ] |
| SYNERGY MOON               | Multinational                | Tesla Robotic Rover                              |                           | Miroslav Ambruš-Kiš         | [ 20 ] |
| Euroluna                   | Dänemark / Schweiz / Italien | ROMIT                                            |                           | Palle Haastrup              | [ 21 ] |
| White Label Space          | Multinational                |                                                  |                           | Steve Allen                 | [ 22 ] |
| Selenokhod                 | Russland                     | Selenokhod                                       |                           | Nikolay Dzis-Voynarovskiy   | [ 23 ] |
| Barcelona Moon Team        | Spanien                      |                                                  |                           | Xavier Claramunt-Domènech   | [ 24 ] |
| Rocket City Space Pioneers | Vereinigte Staaten           |                                                  |                           | Tim Pickens                 | [ 25 ] |
| Team SpaceIL               | Israel                       | Sparrow                                          |                           | Yariv Bash                  | [ 26 ] |
| Team Puli                  | Ungarn                       |                                                  |                           | Tibor Pacher                | [ 27 ] |
| SpaceMETA                  | Brasilien                    |                                                  |                           | Sergio Cabral Cavalcanti    | [ 28 ] |
| Team Plan B                | Kanada                       | Plan B                                           |                           | Alex Dobrianski             | [ 29 ] |
| Penn State Lunar Lion Team | Vereinigte Staaten           | The Lunar Lion                                   |                           | Michael V. Paul             | [ 30 ] |
| Angelicum                  | Chile                        |                                                  |                           | Klaus von Storch            | [ 31 ] |
| Team Indus                 | Indien                       |                                                  |                           | Rahul Narayan               | [ 32 ] |
| Phoenicia                  | Vereinigte Staaten           |                                                  | Storming the High Heavens | William P. Baird            | [ 33 ] |

Folgende Teams hatten vor 2012 den Wettbewerb verlassen:
| Team                                    | Land                              | Rover                         | Orbiter                                          | Teamleiter        | Link   |
| --------------------------------------- | --------------------------------- | ----------------------------- | ------------------------------------------------ | ----------------- | ------ |
| Part-Time Scientists                    | Deutschland                       | Audi Lunar Quattro (ALQ)      | ALINA – Autonomous Landing and Navigation Module | Robert Böhme      | [ 36 ] |
| SCSG (Southern California Selene Group) | Vereinigte Staaten                | Spirit of Southern California |                                                  | Harold Rosen      |        |
| Quantum3                                | Vereinigte Staaten                | Moondancer                    |                                                  | Paul Carliner     |        |
| Micro Space                             | Vereinigte Staaten                |                               |                                                  | Richard Speck     |        |
| Advaeros                                | Malaysia / Multinational          | Picard                        |                                                  | Hanidy Yusof      |        |
| C-Base Open Moon                        | Deutschland                       | c-rove                        |                                                  | Neven Dološ       | [ 41 ] |
| Mystical Moon                           |                                   | Black Magic                   |                                                  | Merlin            |        |
| SELENE                                  | Deutschland / Volksrepublik China | LuRoCa 1                      | SELENA 1                                         | Markus Bindhammer |        |
| Next Giant Leap                         | Vereinigte Staaten                |                               |                                                  | Michael Joyce     | [ 43 ] |
| Odyssey Moon                            | Multinational / Isle of Man       | MoonOne (M-1)                 |                                                  | Michael Potter    | [ 45 ] |
| ARCA                                    | Rumänien                          |                               | European Lunar Explorer (ELE)                    | Dumitru Popescu   | [ 46 ] |

## Verlauf des Projektes – Bekanntgaben der Teilnehmer
Anfang Februar 2011 wurde bekannt, dass das Team Astrobotic plane, seinen Red Rover mit einer Falcon-9-Rakete von SpaceX zum Mond zu transportieren. Der Start war zunächst für Dezember 2013 vorgesehen, wurde dann auf Oktober 2015 verschoben, in dieser Form aber nicht realisiert. Astrobotic plant inzwischen eine Mondlandung im Jahr 2024[veraltet] mit dem Lander Peregrine.
Das Barcelona Moon Team schloss im März 2012 einen Vertrag mit der China Great Wall Industry Corporation, die den Start mit einer Rakete vom Typ Langer Marsch durchführen sollte. Dieses Projekt wurde nicht zu Ende geführt.
Im Januar 2015 erhielten fünf Teams einen Milestone Prize. Hierbei wurde die Entwicklung von Schlüsseltechnologien ausgezeichnet, die für eine erfolgreiche Landung unverzichtbar waren (siehe auch Abschnitt Milestone Prizes). Der Preis ging an das US-Team Astrobotic (1,75 Millionen US-Dollar), an Hakuto aus Japan (0,5 Millionen US-Dollar), an Moon Express aus den USA (1,25 Millionen US-Dollar), an die Part-Time Scientists in Deutschland (0,75 Millionen US-Dollar) und das indische Team Indus (1 Million US-Dollar).

## Startreservierungen vor Ende des Wettbewerbs
Einige Teams konnten vor Ende des Wettbewerbs Kontrakte zum Start ihrer Geräte abschließen.
| Datum         | Team(s)      | Unternehmen/Trägerrakete     | Bemerkung                                                                                                   |
| ------------- | ------------ | ---------------------------- | --- |
| 2017          | Moon Express | Rocket Lab Electron          | Insgesamt wurden drei Starts vereinbart, zwei für das Jahr 2017, und ein dritter für später.                |
| Dezember 2017 | SpaceIL      | SpaceX Falcon 9              | Der Start ist über das private US-amerikanische Raumfahrtunternehmen Spaceflight Industries gebucht worden. |
| 2017          | Synergy Moon | Interorbital Systems Neptune | erster Raketenstart von Interorbital                                                                        |
| 2017          | Team Indus   | PSLV-XL                      | Der Start sollte von der ISRO durchgeführt werden.                                                          |
| 2017          | Hakuto       | PSLV-XL                      | Huckepacknutzlast des Team-Indus-Starts.                                                                    |

## Folgeaktivitäten
Nach dem offiziellen Abschluss des Wettbewerbs entschlossen sich fünf Teams, ihren Lander auch ohne Preisgeld zu fliegen und so das Projekt zum Abschluss zu bringen.
| Startdatum        | Team(s)              | Rakete   | Anmerkungen |
| ----------------- | -------------------- | -------- | --- |
| 11. April 2019    | SpaceIL              | Falcon 9 | Mondlandeversuch mit der Sonde Beresheet, die jedoch abstürzte; erster privat organisierter Flug zur Mondoberfläche. |
| 11. Dezember 2022 | Hakuto-R             | Falcon 9 | fehlgeschlagener Mondlandeversuch mit der Mission Hakuto-R M1 |
| 8. Januar 2024    | Astrobotic           | Vulcan   | Fehlgeschlagener Mondlandeversuch von Astrobotics mit der Mission Peregrine M1, finanziert durch die NASA im Rahmen des CLPS-Programms. Die Sonde stürzte zurück auf die Erde. |
| 2025 (geplant)    | Hakuto-R             | Falcon 9 | geplanter zweiter Mondlandeversuch mit der Mission Hakuto-R M2 |
| (2022)            | Part-Time Scientists | Falcon 9 | Landung mit dem Rover Alina, mittlerweile ohne konkrete Startplanung |
| (Ende 2020)       | Moon Express         | Electron | Da Moon Express bislang keinen Auftrag im Rahmen des CLPS-Programms der NASA erhielt, ist die Finanzierung der Mission unklar. |
| (Sept. 2020)      | Team Indus           | Falcon 9 | Das Team Indus schloss sich mit dem US-Unternehmen OrbitBeyond zusammen und nimmt am CLPS-Programm der NASA teil. OrbitBeyond erhielt im Mai 2019 einen NASA-Auftrag für eine Mondmission im September 2020, stornierte den Auftrag jedoch wenig später wegen „betrieblicher Schwierigkeiten“. |

Die erste private Mondlandung gelang am 22. Februar 2024 dem Unternehmen Intuitive Machines, das nicht am Lunar 
X-Prize teilgenommen hatte.